# Wasfi Tal

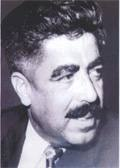
Wasfi Tal

Wasfi Tal (19 januari 1919 - Caïro, 28 november 1971) was een Jordaans militair en politicus. In de jaren 1960 was Tal tweemaal premier van zijn land, en opnieuw van 1970 tot zijn dood in 1971. Hij werd vermoord door Palestijnse terroristen.

## Biografie
Na de opstand van de Zwarte September in 1970 was het kabinet van militairen onder leiding van generaal Dawoed vervangen door een burgerkabinet onder leiding van premier Toekan. Maar eind oktober 1970 volgde een nieuwe kabinetswissel en hardliner Wasfi Tal werd door de koning benoemd tot nieuwe premier. Hierop volgden in november en december 1970 nieuwe botsingen tussen het leger en de Palestijnse milities.
Wasfi Tal kreeg op 4 januari 1971 het vertrouwen van het parlement voor zijn hard optreden tegen de Palestijnse milities. Hij verwierp het Akkoord van Caïro van 1970 dat de Palestijnse milities een zekere soevereiniteit binnen Jordanië toekende. Gewapende confrontaties tussen het Jordaanse leger en de Palestijnse organisaties bleven voortduren in 1971 tot juli, toen Tal kon aankondigen dat het gewapend verzet van de Palestijnen was gebroken. Er volgde echter een geheime oorlog met terroristische aanslagen van de Palestijnen.
Op 28 november 1971 was Tal in Caïro voor een bijeenkomst van Arabische regeringsleiders. Hij werd er door leden van de Palestijnse organisatie Zwarte September doodgeschoten.
Als premier werd hij in 1971 opgevolgd door Ahmed Lawzi.